# Blodet, blodet, Jesu dyra blod
Blodet, blodet, Jesu dyra blod är en sång med text och musik från 1882 av Erik August Skogsbergh.

## Publicerad i
- Frälsningsarméns sångbok 1929 som nr 37 i körsångsdelen under rubriken "Frälsning".
- Frälsningsarméns sångbok 1968 som nr 37 i körsångsdelen under rubriken "Frälsning".
- Frälsningsarméns sångbok 1990 som nr 776 under rubriken "Frälsning".

## Övrigt
- Sången används som filmmusik till Körkarlen (1958).